# Cenangium sarothamni
Cenangium sarothamni är en svampart som beskrevs av Fuckel 1870. Cenangium sarothamni ingår i släktet Cenangium och familjen Helotiaceae.   Inga underarter finns listade i Catalogue of Life.